# Audrey Vaillancourt
Audrey Vaillancourt (ur. 26 czerwca 1991) – kanadyjska biathlonistka, mistrzyni Europy w biegu indywidualnym, brązowa medalistka mistrzostw świata juniorów.

## Osiągnięcia

### Mistrzostwa Świata
| 2013 Nove Mesto (Czechy) | 76. miejsce (IN), 83. miejsce (SP), 12. miejsce (RL) |

### Mistrzostwa świata juniorów
| 2008 Ruhpolding (Niemcy)     | 17. miejsce (IN), 43. miejsce (SP), 27. miejsce (PU), 8. miejsce (RL)  |
| 2009 Canmore (Kanada)        | 9. miejsce (IN), 3. miejsce (SP), 5. miejsce (PU)                      |
| 2010 Torsby (Szwecja)        | 22. miejsce (IN), 44. miejsce (SP), 26. miejsce (PU), 4. miejsce (RL)  |
| 2011 Nove Mesto (Czechy)     | 11. miejsce (IN), 44. miejsce (SP), 32. miejsce (PU), 8. miejsce (RL)  |
| 2012 Kontiolahti (Finlandia) | 15. miejsce (IN), 16. miejsce (SP), 17. miejsce (PU), 14. miejsce (RL) |

### Mistrzostwa Europy
| 2013 Bansko (Bułgaria)   | 21. miejsce (IN), 23. miejsce (SP), 23. miejsce (PU), 8. miejsce (RL) |
| 2014 Nove Mesto (Czechy) | 1. miejsce (IN)                                                       |

### Puchar IBU

#### Miejsca w klasyfikacji generalnej
| Sezon     | Miejsce |
| --------- | ------- |
| 2012/2013 | 33      |
| 2013/2014 | 28      |

#### Miejsca na podium chronologicznie
| Lp. | Dzień        | Rok  | Miejscowość | Konkurencja      | Lokata | Pudła | Czas biegu  | Strata  | Zwycięzca          |
| --- | ------------ | ---- | ----------- | ---------------- | ------ | ----- | ----------- | ------- | ------------------ |
| 1.  | 30 listopada | 2013 | Beitostølen | Sprint na 7,5 km | 3.     | 0+0   | 20:42.5 min | +27.6 s | Swietłana Slepcowa |